# Jostabeere
Die Jostabeere oder Josta (Ribes × nidigrolaria), im Süden und Osten Deutschlands oft Jochelbeere, in Österreich auch Rigatze oder Joglbeere, ist ein Beerenobst; es ist als Additionsbastard hauptsächlich aus den beiden Arten Schwarze Johannisbeere (Ribes nigrum) und Stachelbeere (Ribes uva-crispa) entstanden, auch die nordamerikanische Art Ribes divaricatum wurde eingekreuzt. Der Kunstname „Josta“ wurde als Kofferwort aus den Namen der beiden Ursprungspflanzen Johannisbeere und Stachelbeere gebildet.

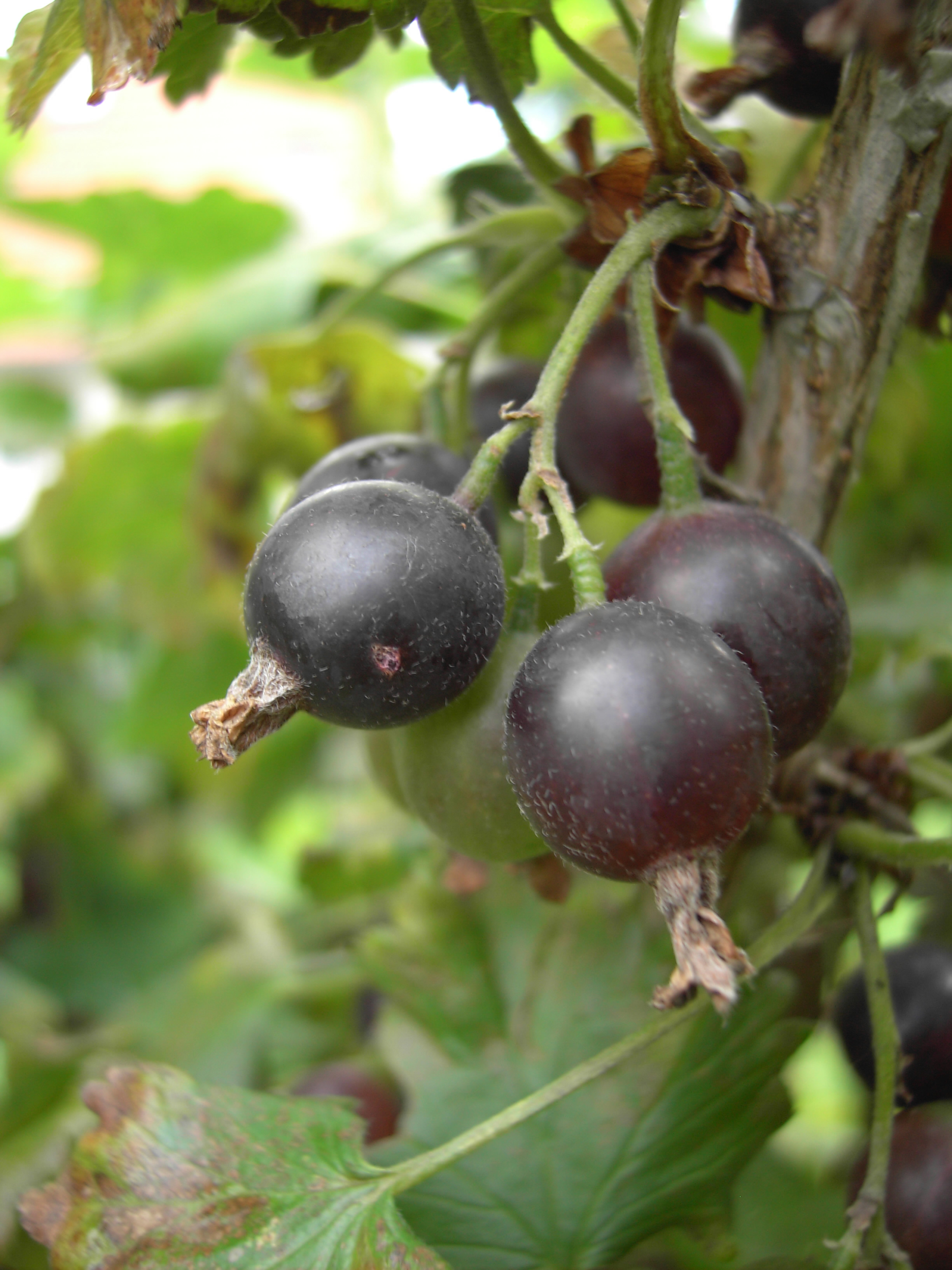
Jostabeeren

## Merkmale
Die Josta wird botanisch den Stachelbeergewächsen (Grossulariaceae) zugeordnet. Es sind Sträucher mit breit-aufrechtem bis überhängendem Wuchs und unbewehrten Trieben. Die Früchte wachsen in Trauben zu drei bis fünf und ähneln in Form und Farbe einer großen Schwarzen Johannisbeere, werden aber nicht so groß wie Stachelbeeren. Sie sind tiefschwarz, mit süßem Aroma und hohem Vitamin-C-Gehalt. Die Reifezeit ist Mitte Juni bis Juli. Die Früchte reifen nicht alle gleichzeitig. Der Ertrag ist regelmäßig und höher als bei den Elternarten. Die Pflückbarkeit ist meist gemindert, da die Beeren recht fest am Strauch hängen.

## Verwendung
Die Frucht ist zur Herstellung aromatischer Konfitüren, Gelees und Säfte, zur Herstellung von Likören, aber auch zum Rohgenuss geeignet. Eine langfristige Frostung ist ohne Qualitätseinbuße möglich.

## Systematik
Erste Kreuzungen zwischen der Johannisbeere Ribes × succirubrum und mehreren Stachelbeersorten führte Erwin Baur bereits 1922 durch; er nannte das Ergebnis damals Jochelbeere. Ziel war damals, mehltauresistente Beerenobstsorten zu entwickeln. In der Folge wurden einige Sorten ausgelesen und seit Ende der 1970er Jahre in Westdeutschland angeboten. Ungefähr zur selben Zeit wurden in der DDR ebenfalls Hybride aus schwarzen Johannisbeeren und Stachelbeeren gezüchtet und unter dem Sortennamen 'Jocheline' verbreitet.
Neuere Sorten:
- 'Josta' – von Rudolf Bauer (1910–1982) in Breitbrunn gezüchtet und ab 1977 im Handel. Elternsorten ('Silvergieters Schwarze' × 'Grüne Hansa') × ('Langtraubige Schwarze' × Ribes divaricatum) × frei abgeblüht
- 'Jocheline' – von H. Murawski in Müncheberg gezüchtet und ab 1983 verbreitet. Elternsorten 'Silvergieters Schwarze' × 'Grüne Riesenbeere'. Die Sorte 'Jochina' ist sehr ähnlich.
- 'Jogranda' – von R. Bauer in Breitbrunn gezüchtet und ab 1985 erhältlich. Eine F3-Hybride aus den Elternsorten 'Langtraubige Schwarze' × Ribes divaricatum, in der Folge frei abgeblüht
- 'Jostine' – von R. Bauer in Breitbrunn gezüchtet, seit 1989 Sortenschutz. Kreuzung aus ('Langtraubige Schwarze' x Ribes divaricatum) × ('Silvergieters Schwarze' × 'Grüne Hansa')
- 'Rikö' – Ungarische Sorte, seit 2001 Sortenschutz. Eltern sind 'Silvergieters Schwarze F59' × 'Lady Delamere'

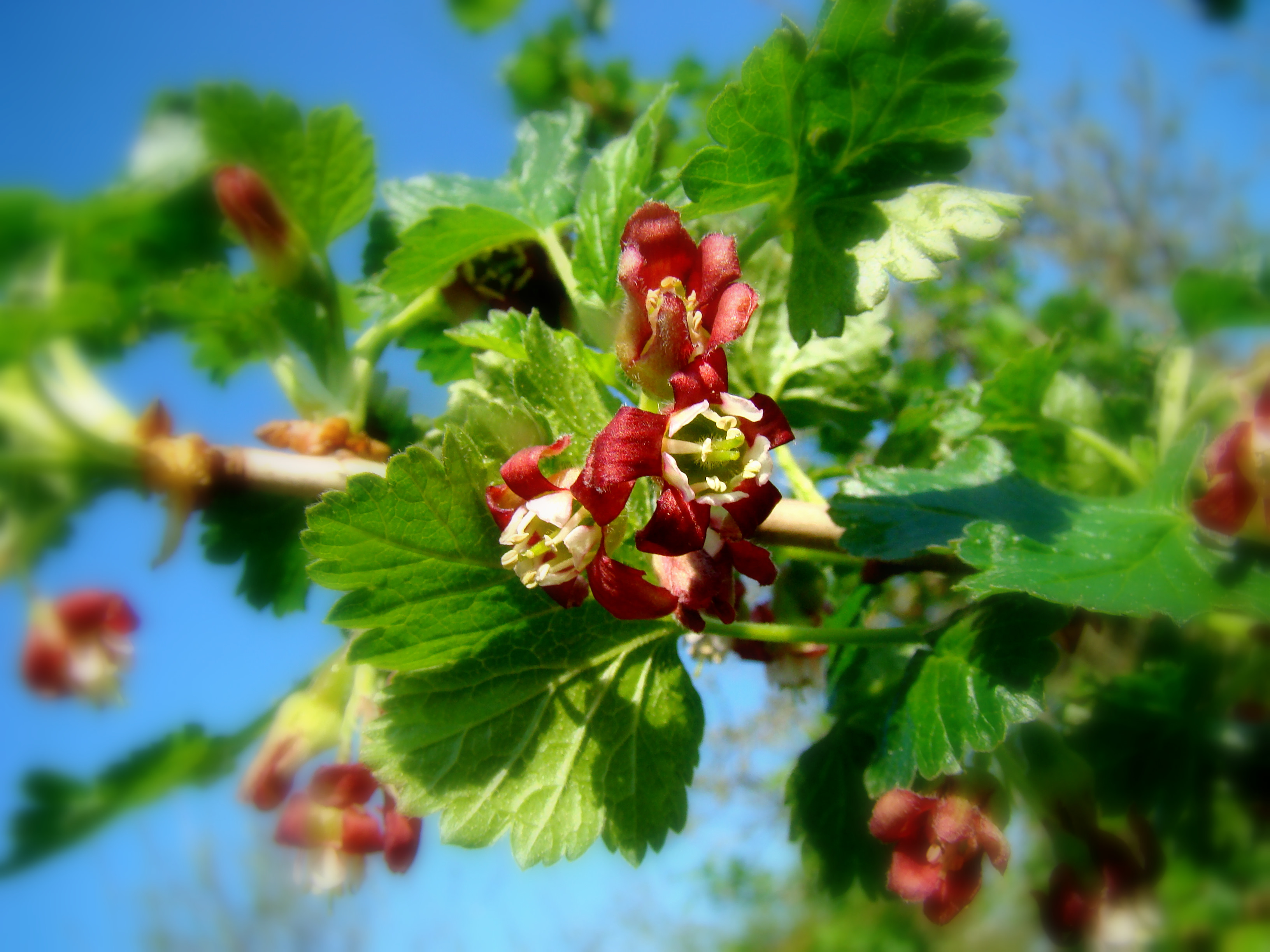
Blütenstand
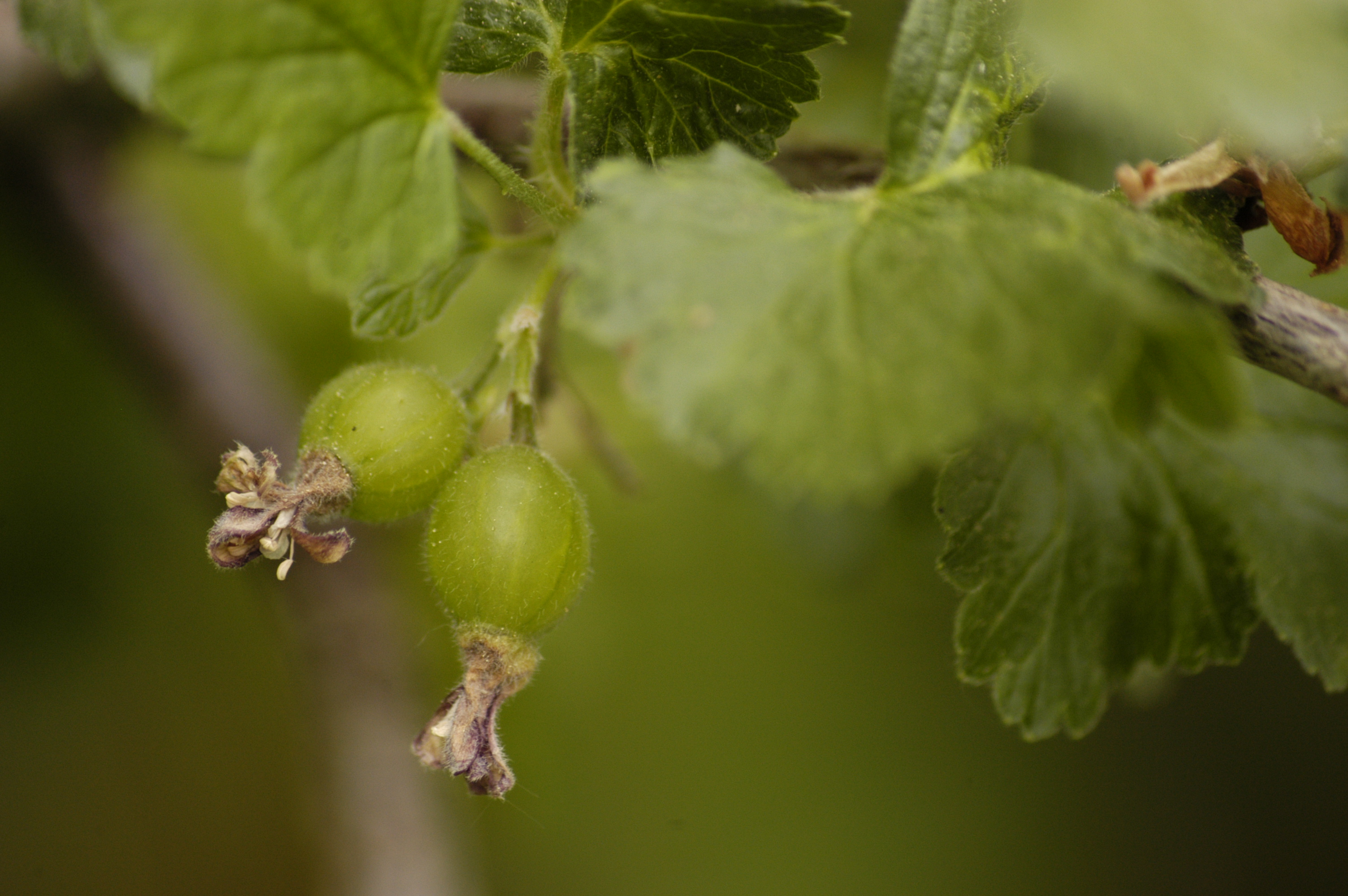
Noch grüne Früchte
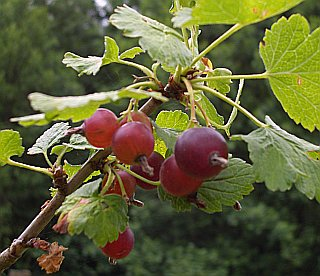
Unreife Früchte
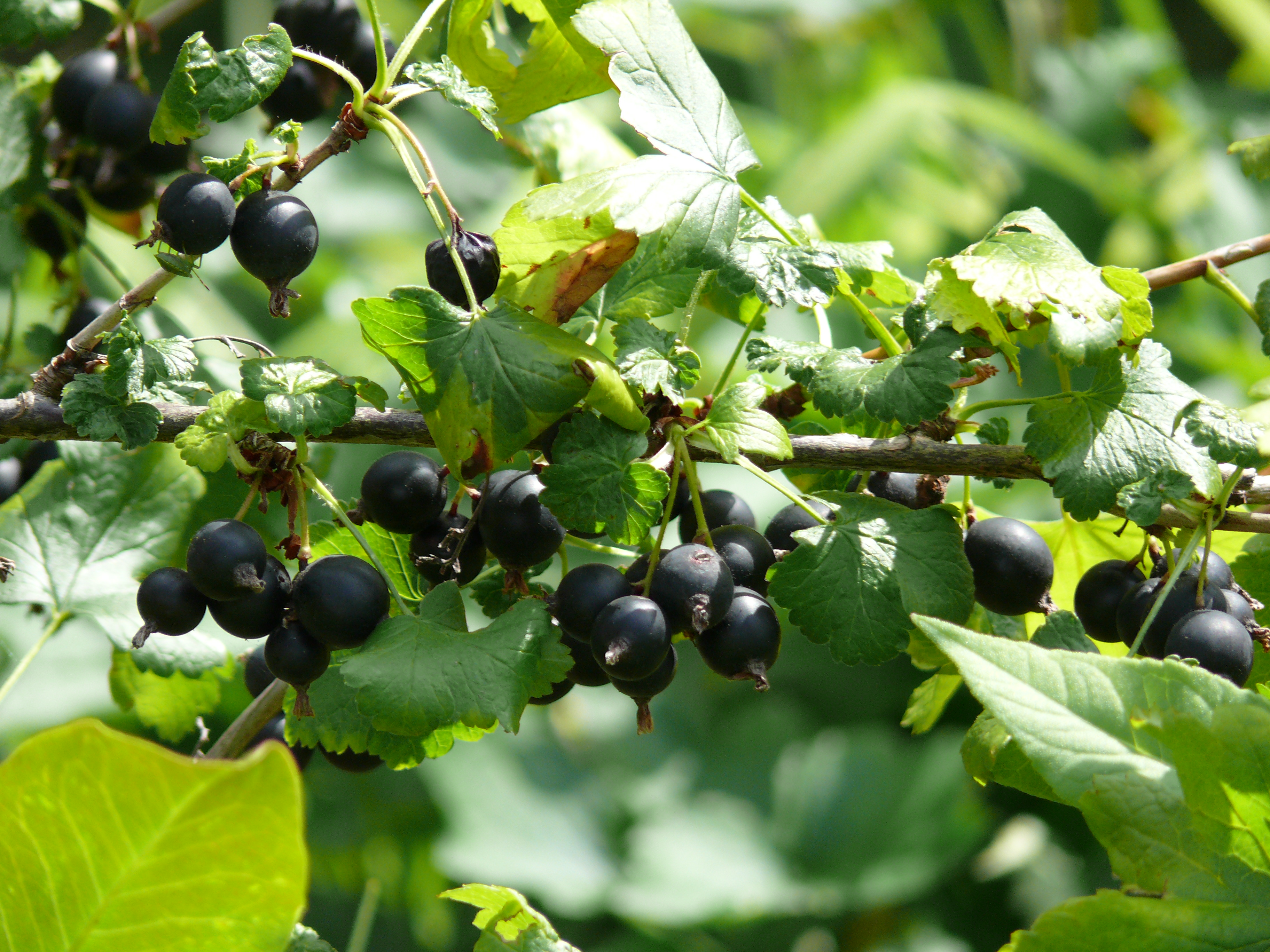
Reife Früchte